# Brun sydhake
Brun sydhake (Melanodryas vittata) är en fågel i familjen sydhakar inom ordningen tättingar.

## Utbredning och systematik
Brun sydhake delas in i två underarter:
- Melanodryas vittata vittata – förekommer på Tasmanien och Flinders island (Bass sund)
- Melanodryas vittata kingi – förekommer på King Island (Bass Sund)

## Status
IUCN kategoriserar arten som sårbar.